# 富加町B&G海洋センター
富加町B&G海洋センター（とみかちょうビーアンドジーかいようセンター）は、岐阜県加茂郡富加町の半布ヶ丘公園内にあるスポーツ施設。同公園内にあるグラウンドとテニスコートの利用受付もこの施設が行っている。
ブルーシー・アンド・グリーンランド財団（B&G財団）により創設され、1987年（昭和62年）5月1日に竣工。運営は富加町が行っている。

## 施設概要

### 屋内体育館
- 第1体育室 - バレーボール、ソフトバレーボール、バドミントン、卓球、バスケットボールなどで利用可能
- 第2体育室 - 柔道、剣道で利用可能
- ミーティングルーム

### 屋内プール
- 一般用プール - 25m×13m（6コース）、深さ120cm
- 幼児用プール - 10m×6m、深さ60cm

## 利用案内
- 所在地：岐阜県加茂郡富加町夕田238番地

### 屋内体育館
- 利用時間：
  - 19:00 - 21:30（月曜日、月曜日が祝日の場合にはその日以降の最初の平日）
  - 9:00 - 12:00、13:00 - 17:00、19:00 - 21:30（火曜日 - 土曜日）
  - 9:00 - 12:00、13:00 - 17:00（日曜日）
- 休館日 : 年末年始（12月28日 - 1月3日）

### 屋内プール
- 利用時間：
  - 9:00 - 12:00、13:00 - 16:30、19:00 - 21:00（火曜日 - 土曜日）
  - 9:00 - 12:00、13:00 - 16:30（日曜日）
- 休館日：
  - 1月1日から6月第3金曜日、および9月の第2月曜日から12月31日
  - 6月第3金曜日以降の6月の平日、9月第2月曜日以前の平日
  - 月曜日（その日が祝日の場合にはその日以降の最初の平日）

## 交通アクセス
- 長良川鉄道「富加駅」下車、徒歩約30分。

## 周辺
- 美濃加茂市富加町中学校組合立双葉中学校
- 松井屋酒造場
- 富加町役場
- 富加町保健センター
- 富加町タウンホールとみか
- 可茂消防事務組合中消防署富加出張所
- JAめぐみの富加支店